# Burkholderia cepacia
Burkholderia cepacia é uma espécie de bactérias patogênicas oportunistas gram-negativas de sistema respiratório em pacientes hospitalizados (Síndrome cepacia), especialmente em pacientes com fibrose cística. Tem baixa virulência, raramente causa problemas a indivíduos saudáveis. Geralmente transmitido por fluídos ou cateteres contaminados.

## Características
É um bacilo G-, flagelado, aeróbico, oxidase e catalase positivos. Também são mesófilos, podem ser encontradas no solo e na água e não-esporuladores. Seus bulbos produzem cheiro de vinagre. Como substância de reserva utilizam o polihidroxibutirato. É resistente a muitos antibióticos.
Era chamada de Pseudomonas cepacia até 1992.

## Tratamento
B cepacia é geralmente vulnerável a trimetoprim com sulfametoxazol (TMP-SMX), cefepima, meropenem, minociclina, tigeciclina e  fluoroquinolonas. Quando causa síndrome cepacia em paciente imunodeprimido quase sempre é fatal, pois nenhum antibiótico é eficiente para destruir a bactéria.